# 小行星4954
小行星4954（英語：4954 Eric）是一颗围绕太阳公转的小行星。1990年9月23日，布莱恩·P·罗马在帕洛马山发现了此天体。
这颗小行星的绝对星等为52.45167021365395等。